# Giovanni Panetta (calciatore)
Giovanni Panetta (Torino, 4 aprile 1908 – Taranto, 24 agosto 1989) è stato un calciatore italiano, di ruolo portiere.

## Carriera
Ha giocato in Serie A con il Palermo e in Serie B con Lecce e Catanzarese.
Debuttò in massima serie il 20 novembre 1932 in Genoa-Palermo (7-2).

## Palmarès
- Campionato italiano di Serie B: 1

Palermo: 1931-1932